# Plesiothele fentoni
Plesiothele fentoni – gatunek pająka z infrarzędu ptaszników i rodziny Hexathelidae, jedyny z monotypowego rodzaju Plesiothele. Jest endemitem australijskiej Tasmanii.

## Taksonomia i ewolucja
Gatunek ten opisany został po raz pierwszy w 1936 roku przez Vernona Victora Hickmana na łamach „Papers and Proceedings of the Royal Society of Tasmania” pod nazwą Hexathele fentoni. Jako miejsce typowe wskazano okolicę południowego brzegu Lake Fenton na Tasmanii. W 1978 roku Robert J. Raven umieścił ten gatunek jako jedyny w nowym rodzaju Plesiothele.
W 1980 roku Raven wyróżnił dla tegoż rodzaju nową, monotypową podrodzinę Plesiothelinae. Wyniki filogenetycznych analiz molekularnych Marshala Hedina i innych z 2018 roku wskazały jednak na zajmowanie przez Plesiothele pozycji siostrzanej dla kladu tworzonego przez  rodzaje Teranodes, Paraemboliodes i Bymainiella. Z kolei te cztery rodzaje tworzyć mają klad siostrzany dla Hexathele. W związku z tym z wyróżniania Plesiothelinae zrezygnowano, synonimizując je z Hexathelidae.

## Morfologia
Pająk średnich rozmiarów. Holotypowy samiec ma ciało długości 11 mm przy prosomie długości 5,2 mm, a allotypowa samica ma ciało długości 15 mm przy prosomie długości 7 mm.

### Prosoma
Zarys karapaksu jest jajowaty ze ściętym przodem i wcięciem na krawędzi tylnej, jego powierzchnia naga z kilkoma czarnymi szczecinkami w części głowowej i na bocznych brzegach, a ubarwienie kasztanowobrązowe. Część głowowa u samca jest niska i wydłużona, u samicy wysklepiona i krótka. Oczy umieszczone są na niskim wzgórku w grupce prawie dwukrotnie szerszej niż dłuższej. Oczy par środkowych rozmieszczone są na planie najszerszego z tyłu, ale nawet na przedzie szerszego niż dłuższego trapezu. Jamka karapaksu jest poprzeczna, prosta do nieco ku przodowi odgiętej, u samic czasem zaopatrzona w szczecinki. Promieniście rozchodzące się rowki są dobrze widoczne. Nadustek jest niski, co najwyżej nieco wyższy niż połowa średnicy oczu przednio-środkowych. 
Szczękoczułki samca są ciemnobrązowe, samicy prawie czarne, u obu płci z wierzchu porośnięte czarnymi szczecinkami, pozbawione rastellum. Bruzda ma na przedniej krawędzi kilka zębów, na tylnej natomiast obecna jest tylko skopula, zębów brak. Nieliczne małe ząbki leżą w nasadowej części dna bruzdy. Pazury jadowe są długie, chude, zakrzywione i zaostrzone.
Sklepiona, szersza niż dłuższa warga dolna uzbrojona jest w przednich kątach w do trzydziestu kuspuli. Czworokątne, dłuższe niż szersze szczęki mają do pięćdziesięciu kuspuli. Sternum jest jasnobrązowe, gęsto porośnięte czarnymi szczecinkami, dłuższe niż szersze lub tak szerokie jak długie, tarczowate, od wargi dolnej oddzielone na przedzie wąską bruzdą, w tyle tępo wyciągnięte między biodra, zaopatrzone w trzy pary przykrawędziowych sigilla, a których przedniej pary są małe i okrągłe, a tylnej pary są największe i owalne.
Odnóża są jasnobrązowe z czarnymi włoskami i szczecinkami. Najkrótsza jest ich para trzecia, najdłuższa czwarta, czasem ex aequo z pierwszą. Trzecia para jest najobficiej uzbrojona w najgrubsze kolce, co widać zwłaszcza na nadstopiach. Trichobotria tworzą jeden prosty szereg na nadstopiach i stopach, przy czym na tych ostatnich jest ich mniej. Na stopach przedniej pary kolce są nieliczne lub brak ich w ogóle. Pazurki górne mają po jednym ukośnym szeregu od 7 do 8 ząbków, natomiast pazurek dolny jest nieuzbrojony. U samca goleń pierwszej pary jest pozbawiona apofizy czy ostrogi, natomiast silnie uzbrojona w kolce w części odsiebno-brzusznej oraz w liczne grube szczeciny w części nabrzmiałej, zaś nadstopie tejże pary jest ściemniałe i ostro zakrzywione w części nasadowej.

### Opistosoma
Opistosoma (odwłok) jest brązowa lub  żółtawobrązowa, na przedzie i z wierzchu porośnięta czarnymi szczecinkami, a po bokach i na spodzie czarnym owłosieniem. Na wierzchu owłosienie tworzący pośrodkowy, zwężający się ku tyłowi czarny pas, po bokach którego leży sześć ukośnych pasków szarawoczarnych; na środku spodu opistosomy znajduje się szarawa łatka. Występują trzy pary żółtawobrązowych, czarno owłosionych kądziołków przędnych. Kądziołki tylno-boczne mają wyraźne nibyczłonowanie po stronie tylno-bocznej pierwszego członu. Kądziołki przednio-boczne są duże, wyraźnie większe od tylno-środkowych, dwuczłonowe z członem wierzchołkowym wysklepionym i opatrzonym koroną licznych gruczołów przędnych.

### Narządy kopulacyjne
Nogogłaszczki są jasnobrązowe, porośnięte czarnymi włoskami i szczecinkami, u samicy z sześciozębnym pazurkiem. U samca nogogłaszczki mają część dosiebną goleni nabrzmiałą i zaopatrzoną w liczne, grube szczecinki, bulbus gruszkowaty, a embolus krótki, skręcony i lancetowaty. Apofiza paraemboliczna nie występuje.
Genitalia samicy zawierają dwie jednopłatowe spermateki.

## Ekologia i występowanie
Pająk endemiczny dla Tasmanii, znany ze stanowisk na wybrzeżach jezior Fenton i Pedder oraz przy pobliskiej temu drugiemu Scotts Peak Dam. Zasiedla omszone skarpy porośnięte lasem liściastym tworzonym głównie przez Nothofagus gunnii i Richea pandanifolia. Żyje w prostej konstrukcji,  wyściełanych przędzą, dochodzących do 5 cm głębokości norkach z pozbawionym wieczka wylotem o średnicy około 1 cm.
Ustawą z 1995 roku zaklasyfikowany jako gatunek zagrożony. Głównym problemem jest w tym przypadku utrata siedlisk związana z rozwojem infrastruktury turystycznej, jak również utrzymaniem tej obecnej. Jeżeli zasięg gatunku jest szerszy, to zagrażać mu mogą w innych rejonach leśne prace gospodarcze.